# Консепсьон-де-Буэнос-Айрес (муниципалитет)
Консепсьон-де-Буэнос-Айрес (исп. Concepción de Buenos Aires) — муниципалитет в Мексике, в штате Халиско, с административным центром в одноимённом посёлке. Численность населения, по данным переписи 2020 года, составила 6334 человека.

## Общие сведения
Название муниципалитета составное: Concepción относится к покровительнице местности — Деве Марии и её непорочному зачатию (лат. Immaculata conceptio), а Buenos Aires — с испанского чистый воздух, относится к чистому сосновому воздуху в данной местности.
Площадь муниципалитета равна 265,6 км², что составляет 0,3 % от общей площади штата, а наиболее высоко расположенное поселение Эль-Туле находится на высоте 2160 метров.
Консепсьон-де-Буэнос-Айрес граничит с другими муниципалитетами штата Халиско: на севере с Теокуитатланом и Тускуэкой, на востоке с Ла-Мансанилья-де-ла-Пасом и Масамитлой, на юге с Тамасула-де-Гордьяно, на юго-западе с Гомес-Фариасом, и на западе с Атояком.

## Учреждение и состав
Муниципалитет был образован 10 марта 1888 года, по данным 2020 года в его состав входит 21 населённый пункт, самые крупные из которых:
| Код INEGI                  | Населённый пункт | Численность населения (2005 год) | Численность населения (2010 год) | Численность населения (2020 год) |
| -------------------------- | --- | -------------------------------- | -------------------------------- | -------------------------------- |
| 026                        | Всего | 5221                             | 5933                             | 6334                             |
| 0001                       | Консепсьон-де-Буэнос-Айрес (исп. Concepción de Buenos Aires) 19°58′45″ с. ш. 103°15′36″ з. д. (административный центр) | 4179                             | 4744                             | 5113                             |
| 0244                       | Ласаро-Карденас-дель-Рио (исп. Colonia Lázaro Cárdenas del Río) 19°59′24″ с. ш. 103°15′25″ з. д.                       | 129                              | 248                              | 315                              |
| 0030                       | Лос-Саусес (исп. Los Sauces) 20°02′06″ с. ш. 103°13′03″ з. д.                                                          | 218                              | 224                              | 226                              |
| 0031                       | Толукилья (исп. Toluquilla) 20°01′01″ с. ш. 103°14′28″ з. д.                                                           | 155                              | 149                              | 190                              |
| 0021                       | Пасо-де-ла-Ербабуэна (исп. Paso de la Yerbabuena) 20°02′43″ с. ш. 103°13′58″ з. д.                                     | 137                              | 142                              | 132                              |
| 0243                       | Санта-Гертрудис (исп. Santa Gertrudis) 20°02′32″ с. ш. 103°18′37″ з. д.                                                | 108                              | 91                               | 103                              |
| —                          | Прочие | 295                              | 335                              | 255                              |
| Названия на карте Генштаба | |                                  |                                  |                                  |

## Природные ресурсы
Муниципалитет располагает следующими ресурсами:
- 8300 гектар леса, преимущественно состоящие из таких видов деревьев как сосна, дуб, ясень, парота, гуамучиль и леуцена;

- минеральные — месторождения барита и каменного угля.

## Экономическая деятельность
По статистическим данным 2000 года, работоспособное население занято по секторам экономики в следующих пропорциях:
- сельское хозяйство, животноводство и рыбная ловля — 42,9 %;
- промышленность и строительство — 24,1 %;
- торговля, сферы услуг и туризма — 30,7 %;
- безработные — 2,3 %.

## Инфраструктура
По статистическим данным 2020 года, инфраструктура развита следующим образом:
- электрификация: 99,6 %;
- водоснабжение: 97,1 %;
- водоотведение: 99,1 %.